# Unité urbaine de Paris
L'unité urbaine de Paris désigne selon l'Insee l'ensemble des communes ayant une continuité de bâti autour de la ville de Paris. Cette unité urbaine, ou agglomération dans le langage courant, regroupe 10 944 094 habitants en 2022 sur une superficie de 2 824,2 km2. Elle est la plus peuplée de l'Union européenne et de l'Europe de l'Ouest.

## Caractéristiques
Selon la délimitation effectuée par l'Insee en 2025, l'unité urbaine de Paris est composée de 406 communes, pour une superficie de 2 824,2 km2, rassemblant 10 944 094 habitants au recensement de 2022. Ces communes sont toutes situées en Île-de-France, la région dont Paris est le chef-lieu ; elles recouvrent intégralement les départements de la petite couronne :
- Paris
- les 36 communes des Hauts-de-Seine (92) ;
- les 39 communes de la Seine-Saint-Denis (93) ;
- les 47 communes du Val-de-Marne (94),

et une partie de chacun de ceux de la grande couronne :
- 54 des 507 communes de Seine-et-Marne (77) ;
- 83 des 259 communes des Yvelines (78) ;
- 81 des 194 communes de l'Essonne (91) ;
- 65 des 183 communes du Val-d'Oise (95).

C'est de très loin l'unité urbaine française la plus peuplée devant celle de Lyon (1 715 750 habitants en 2022), ainsi que la première de l'Union européenne et d'Europe de l'Ouest, devant Londres. Le taux d'artificialisation du sol de cette unité urbaine s'accroît, du fait d'un choix résidentiel fait par certains ménages. L'élargissement continu des unités urbaines peut se caractériser par l'étalement urbain.
Son code Insee est 00851.
Dans le zonage de 2010, le nombre de communes était de 412. De 2010 à 2020, trois fusions de communes ont eu lieu, amenant ce nombre à 409. Ces fusions ont donné naissance aux communes nouvelles du Chesnay-Rocquencourt (fusion du Chesnay et de Rocquencourt) et de Saint-Germain-en-Laye (fusion de Fourqueux avec Saint-Germain-en-Laye, en gardant le nom de cette dernière) dans les Yvelines et d'Évry-Courcouronnes (fusion de Courcouronnes et d'Évry) en Essonne.
En 2020, un nouveau zonage est réalisé par l'Insee. Le nombre de communes est de 411. Deux communes (Aubergenville et Flins-sur-Seine) constituent désormais une unité urbaine à part, l'unité urbaine d'Aubergenville. Quatre communes sont ajoutées au périmètre : Boissise-la-Bertrand (77039) et Serris (77449) en Seine-et-Marne, Saint-Germain-de-la-Grange (78550) dans les Yvelines et Ennery (95211) dans le Val-d'Oise. À partir de 2023, le nombre de communes est de 410 du fait de la constitution d'Ennery (Val-d'Oise) en unité urbaine autonome. Le nombre de communes est de 407 à partir de 2024 du fait du regroupement des communes de Bazoches-sur-Guyonne, Saint-Rémy-l'Honoré et Le Tremblay-sur-Mauldre dans l'unité urbaine de Saint-Rémy-l'Honoré. Il est de 406 à partir du 1er janvier 2025 et la fusion de Pierrefitte-sur-Seine et Saint-Denis.

## Intercommunalités
La notion d'unité urbaine, telle que définie par l'Insee, est indépendante du regroupement des communes en établissements publics de coopération intercommunale. Cependant, à la suite de la loi MAPAM, adoptée en 2014, la métropole du Grand Paris est entrée en vigueur le 1er janvier 2016 et le préfet de la région Île-de-France a supervisé l'élaboration d'une nouvelle carte des intercommunalités pour créer de nouveaux ensembles de plus de 200 000 habitants dans l'unité urbaine, hors métropole. Le Schéma régional de coopération intercommunale est entré en vigueur le 1er janvier 2016.

## Évolution démographique de l'unité urbaine

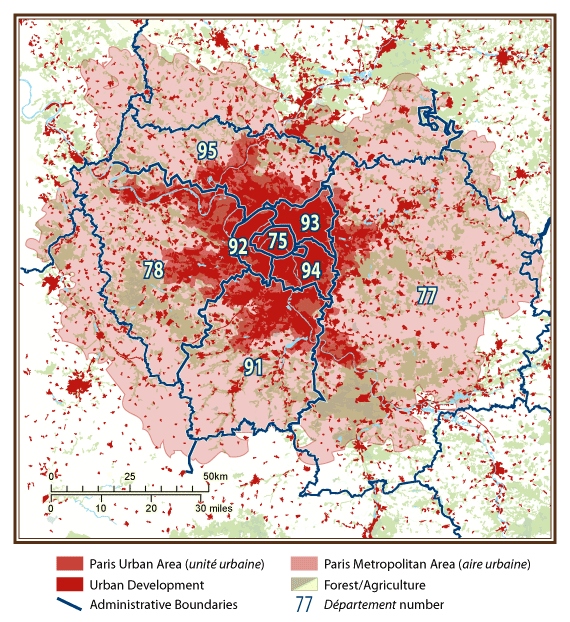
Carte montrant l'étendue de l'unité urbaine et de l'aire urbaine de Paris au recensement de 1999. Note : l'unité urbaine et l'aire urbaine de Paris possèdent de nouvelles limites depuis les délimitations de 2010 et de 2020, mais elles ne sont pas représentées sur cette carte.

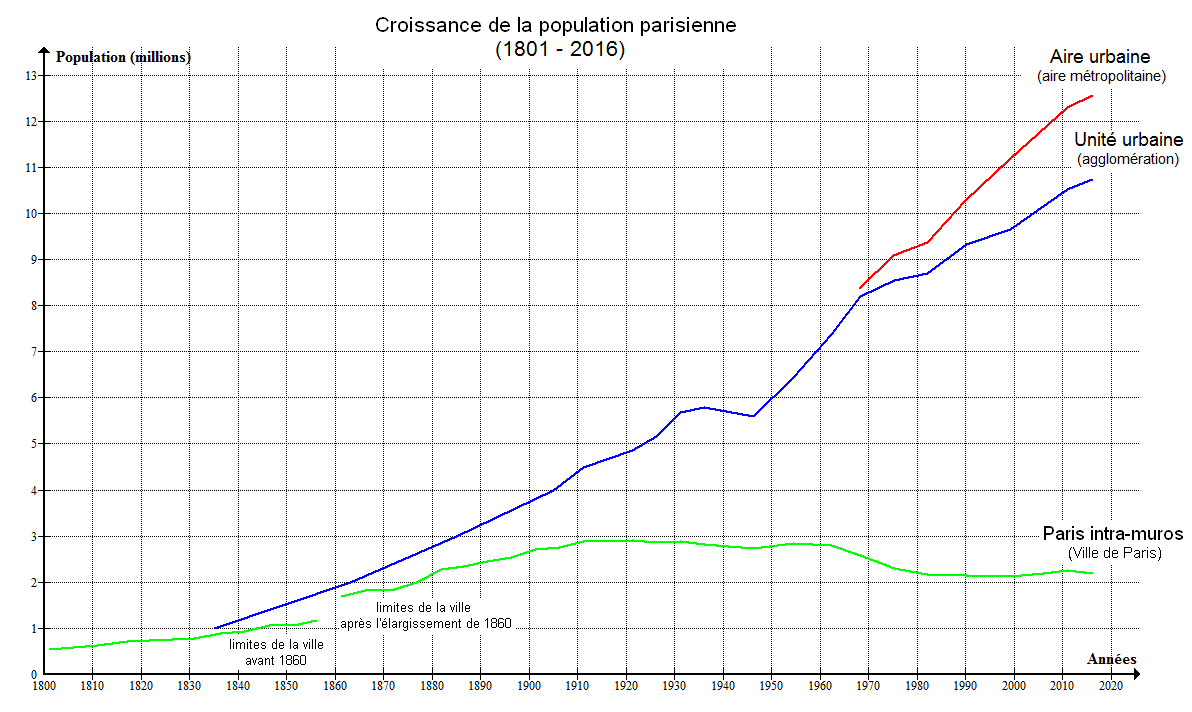
Croissance de la population parisienne depuis le premier recensement en 1801.

Population de l'unité urbaine
| - 1801 : 548 000 - 1835 : 1 000 000 - 1863 : 2 000 000 - 1885 : 3 000 000 - 1905 : 4 000 000 - 1911 : 4 500 000 - 1921 : 4 850 000 - 1926 : 5 160 008 | - 1931 : 5 674 419 - 1936 : 5 784 072 - 1946 : 5 600 000 - 1954 : 6 436 296 - 1962 : 7 384 363 - 1968 : 8 196 746 - 1975 : 8 549 898 (310 communes) - 1982 : 8 706 936 (335 communes) | - 1990 : 9 318 821 (378 communes) - 1999 : 9 644 507 (396 communes) - 2007 : 10 303 282 (412 communes) - 2012 : 10 550 350 (412 communes) - 2017 : 10 784 830 (412 communes) - 2020 : 10 858 874 (411 communes) - 2021 : 10 890 751 (407 communes) - 2022 : 10 944 094 (406 communes) |

| 1968      | 1975      | 1982      | 1990      | 1999      | 2006       | 2011       | 2016       | 2022       |
| --------- | --------- | --------- | --------- | --------- | ---------- | ---------- | ---------- | ---------- |
| 8 567 186 | 9 030 876 | 9 109 741 | 9 541 539 | 9 727 177 | 10 238 488 | 10 509 670 | 10 728 766 | 10 944 094 |

## Composition 2020 de l'unité urbaine
Les 406 communes qui composent l'unité urbaine de Paris sont les suivantes :
| Nom                        | Code Insee | Département       | Statut       | Superficie (km2) | Population (dernière pop. légale) | Densité (hab./km2) | Modifier                                    |
| -------------------------- | ---------- | ----------------- | ------------ | ---------------- | --------------------------------- | ------------------ | ------------------------------------------- |
| Paris (ville-centre)       | 75         | Paris             | ville-centre | 105,40           | 2 113 705 (2022)                  | 20 054             | modifier les données · modifier les données |
| Ablon-sur-Seine            | 94001      | Val-de-Marne      | banlieue     | 1,11             | 6 029 (2022)                      | 5 432              | modifier les données · modifier les données |
| Achères                    | 78005      | Yvelines          | banlieue     | 9,44             | 21 663 (2022)                     | 2 295              | modifier les données · modifier les données |
| Alfortville                | 94002      | Val-de-Marne      | banlieue     | 3,67             | 45 569 (2022)                     | 12 417             | modifier les données · modifier les données |
| Andilly                    | 95014      | Val-d'Oise        | banlieue     | 2,70             | 2 691 (2022)                      | 997                | modifier les données · modifier les données |
| Andrésy                    | 78015      | Yvelines          | banlieue     | 6,91             | 13 663 (2022)                     | 1 977              | modifier les données · modifier les données |
| Antony                     | 92002      | Hauts-de-Seine    | banlieue     | 9,56             | 64 026 (2022)                     | 6 697              | modifier les données · modifier les données |
| Arcueil                    | 94003      | Val-de-Marne      | banlieue     | 2,33             | 21 868 (2022)                     | 9 385              | modifier les données · modifier les données |
| Argenteuil                 | 95018      | Val-d'Oise        | banlieue     | 17,22            | 107 135 (2022)                    | 6 222              | modifier les données · modifier les données |
| Arnouville                 | 95019      | Val-d'Oise        | banlieue     | 2,84             | 14 898 (2022)                     | 5 246              | modifier les données · modifier les données |
| Arpajon                    | 91021      | Essonne           | banlieue     | 2,40             | 11 503 (2022)                     | 4 793              | modifier les données · modifier les données |
| Asnières-sur-Seine         | 92004      | Hauts-de-Seine    | banlieue     | 4,82             | 91 457 (2022)                     | 18 974             | modifier les données · modifier les données |
| Athis-Mons                 | 91027      | Essonne           | banlieue     | 8,56             | 36 451 (2022)                     | 4 258              | modifier les données · modifier les données |
| Aubervilliers              | 93001      | Seine-Saint-Denis | banlieue     | 5,76             | 89 489 (2022)                     | 15 536             | modifier les données · modifier les données |
| Auffreville-Brasseuil      | 78031      | Yvelines          | banlieue     | 2,37             | 669 (2022)                        | 282                | modifier les données · modifier les données |
| Aulnay-sous-Bois           | 93005      | Seine-Saint-Denis | banlieue     | 16,20            | 86 360 (2022)                     | 5 331              | modifier les données · modifier les données |
| Auvers-sur-Oise            | 95039      | Val-d'Oise        | banlieue     | 12,69            | 6 820 (2022)                      | 537                | modifier les données · modifier les données |
| Bagneux                    | 92007      | Hauts-de-Seine    | banlieue     | 4,19             | 43 647 (2022)                     | 10 417             | modifier les données · modifier les données |
| Bagnolet                   | 93006      | Seine-Saint-Denis | banlieue     | 2,57             | 41 776 (2022)                     | 16 255             | modifier les données · modifier les données |
| Ballainvilliers            | 91044      | Essonne           | banlieue     | 4,01             | 4 838 (2022)                      | 1 206              | modifier les données · modifier les données |
| Beauchamp                  | 95051      | Val-d'Oise        | banlieue     | 3,02             | 9 506 (2022)                      | 3 148              | modifier les données · modifier les données |
| Bessancourt                | 95060      | Val-d'Oise        | banlieue     | 6,39             | 8 521 (2022)                      | 1 333              | modifier les données · modifier les données |
| Bezons                     | 95063      | Val-d'Oise        | banlieue     | 4,16             | 34 314 (2022)                     | 8 249              | modifier les données · modifier les données |
| Bièvres                    | 91064      | Essonne           | banlieue     | 9,69             | 4 700 (2022)                      | 485                | modifier les données · modifier les données |
| Le Blanc-Mesnil            | 93007      | Seine-Saint-Denis | banlieue     | 8,05             | 59 912 (2022)                     | 7 442              | modifier les données · modifier les données |
| Bobigny                    | 93008      | Seine-Saint-Denis | banlieue     | 6,77             | 55 270 (2022)                     | 8 164              | modifier les données · modifier les données |
| Bois-Colombes              | 92009      | Hauts-de-Seine    | banlieue     | 1,92             | 29 376 (2022)                     | 15 300             | modifier les données · modifier les données |
| Bois-d'Arcy                | 78073      | Yvelines          | banlieue     | 5,48             | 16 225 (2022)                     | 2 961              | modifier les données · modifier les données |
| Boissise-la-Bertrand       | 77039      | Seine-et-Marne    | banlieue     | 7,80             | 1 194 (2022)                      | 153                | modifier les données · modifier les données |
| Boissise-le-Roi            | 77040      | Seine-et-Marne    | banlieue     | 7,09             | 3 828 (2022)                      | 540                | modifier les données · modifier les données |
| Boissy-Saint-Léger         | 94004      | Val-de-Marne      | banlieue     | 8,94             | 17 335 (2022)                     | 1 939              | modifier les données · modifier les données |
| Bondoufle                  | 91086      | Essonne           | banlieue     | 6,76             | 10 833 (2022)                     | 1 603              | modifier les données · modifier les données |
| Bondy                      | 93010      | Seine-Saint-Denis | banlieue     | 5,47             | 51 066 (2022)                     | 9 336              | modifier les données · modifier les données |
| Bonneuil-en-France         | 95088      | Val-d'Oise        | banlieue     | 4,71             | 1 179 (2022)                      | 250                | modifier les données · modifier les données |
| Bonneuil-sur-Marne         | 94011      | Val-de-Marne      | banlieue     | 5,51             | 18 340 (2022)                     | 3 328              | modifier les données · modifier les données |
| Bouffémont                 | 95091      | Val-d'Oise        | banlieue     | 4,51             | 6 565 (2022)                      | 1 456              | modifier les données · modifier les données |
| Bougival                   | 78092      | Yvelines          | banlieue     | 2,76             | 9 083 (2022)                      | 3 291              | modifier les données · modifier les données |
| Boulogne-Billancourt       | 92012      | Hauts-de-Seine    | banlieue     | 6,17             | 120 205 (2022)                    | 19 482             | modifier les données · modifier les données |
| Le Bourget                 | 93013      | Seine-Saint-Denis | banlieue     | 2,08             | 15 052 (2022)                     | 7 237              | modifier les données · modifier les données |
| Bourg-la-Reine             | 92014      | Hauts-de-Seine    | banlieue     | 1,86             | 21 140 (2022)                     | 11 366             | modifier les données · modifier les données |
| Boussy-Saint-Antoine       | 91097      | Essonne           | banlieue     | 2,90             | 7 986 (2022)                      | 2 754              | modifier les données · modifier les données |
| Brétigny-sur-Orge          | 91103      | Essonne           | banlieue     | 14,56            | 26 658 (2022)                     | 1 831              | modifier les données · modifier les données |
| Breuillet                  | 91105      | Essonne           | banlieue     | 6,69             | 9 023 (2022)                      | 1 349              | modifier les données · modifier les données |
| Breux-Jouy                 | 91106      | Essonne           | banlieue     | 4,68             | 1 283 (2022)                      | 274                | modifier les données · modifier les données |
| Brou-sur-Chantereine       | 77055      | Seine-et-Marne    | banlieue     | 4,28             | 5 094 (2022)                      | 1 190              | modifier les données · modifier les données |
| Brunoy                     | 91114      | Essonne           | banlieue     | 6,62             | 25 792 (2022)                     | 3 896              | modifier les données · modifier les données |
| Bruyères-le-Châtel         | 91115      | Essonne           | banlieue     | 12,90            | 3 738 (2022)                      | 290                | modifier les données · modifier les données |
| Bry-sur-Marne              | 94015      | Val-de-Marne      | banlieue     | 3,35             | 18 095 (2022)                     | 5 401              | modifier les données · modifier les données |
| Buc                        | 78117      | Yvelines          | banlieue     | 8,07             | 5 868 (2022)                      | 727                | modifier les données · modifier les données |
| Buchelay                   | 78118      | Yvelines          | banlieue     | 4,94             | 3 364 (2022)                      | 681                | modifier les données · modifier les données |
| Bures-sur-Yvette           | 91122      | Essonne           | banlieue     | 4,17             | 9 481 (2022)                      | 2 274              | modifier les données · modifier les données |
| Bussy-Saint-Georges        | 77058      | Seine-et-Marne    | banlieue     | 13,39            | 26 334 (2022)                     | 1 967              | modifier les données · modifier les données |
| Bussy-Saint-Martin         | 77059      | Seine-et-Marne    | banlieue     | 2,64             | 728 (2022)                        | 276                | modifier les données · modifier les données |
| Butry-sur-Oise             | 95120      | Val-d'Oise        | banlieue     | 2,60             | 2 242 (2022)                      | 862                | modifier les données · modifier les données |
| Cachan                     | 94016      | Val-de-Marne      | banlieue     | 2,74             | 30 526 (2022)                     | 11 141             | modifier les données · modifier les données |
| Carnetin                   | 77062      | Seine-et-Marne    | banlieue     | 1,61             | 457 (2022)                        | 284                | modifier les données · modifier les données |
| Carrières-sous-Poissy      | 78123      | Yvelines          | banlieue     | 7,19             | 19 951 (2022)                     | 2 775              | modifier les données · modifier les données |
| Carrières-sur-Seine        | 78124      | Yvelines          | banlieue     | 5,02             | 15 002 (2022)                     | 2 988              | modifier les données · modifier les données |
| La Celle-Saint-Cloud       | 78126      | Yvelines          | banlieue     | 5,82             | 20 440 (2022)                     | 3 512              | modifier les données · modifier les données |
| Cergy                      | 95127      | Val-d'Oise        | banlieue     | 11,65            | 69 578 (2022)                     | 5 972              | modifier les données · modifier les données |
| Cesson                     | 77067      | Seine-et-Marne    | banlieue     | 6,98             | 11 141 (2022)                     | 1 596              | modifier les données · modifier les données |
| Chalifert                  | 77075      | Seine-et-Marne    | banlieue     | 2,42             | 1 581 (2022)                      | 653                | modifier les données · modifier les données |
| Chambourcy                 | 78133      | Yvelines          | banlieue     | 7,87             | 5 826 (2022)                      | 740                | modifier les données · modifier les données |
| Champagne-sur-Oise         | 95134      | Val-d'Oise        | banlieue     | 9,45             | 5 022 (2022)                      | 531                | modifier les données · modifier les données |
| Champigny-sur-Marne        | 94017      | Val-de-Marne      | banlieue     | 11,30            | 78 367 (2022)                     | 6 935              | modifier les données · modifier les données |
| Champlan                   | 91136      | Essonne           | banlieue     | 3,68             | 2 606 (2022)                      | 708                | modifier les données · modifier les données |
| Champs-sur-Marne           | 77083      | Seine-et-Marne    | banlieue     | 7,35             | 26 661 (2022)                     | 3 627              | modifier les données · modifier les données |
| Chanteloup-en-Brie         | 77085      | Seine-et-Marne    | banlieue     | 3,18             | 4 166 (2022)                      | 1 310              | modifier les données · modifier les données |
| Chanteloup-les-Vignes      | 78138      | Yvelines          | banlieue     | 3,33             | 10 793 (2022)                     | 3 241              | modifier les données · modifier les données |
| Chapet                     | 78140      | Yvelines          | banlieue     | 5,10             | 1 337 (2022)                      | 262                | modifier les données · modifier les données |
| Charenton-le-Pont          | 94018      | Val-de-Marne      | banlieue     | 1,85             | 28 756 (2022)                     | 15 544             | modifier les données · modifier les données |
| Châtenay-Malabry           | 92019      | Hauts-de-Seine    | banlieue     | 6,38             | 35 490 (2022)                     | 5 563              | modifier les données · modifier les données |
| Châtillon                  | 92020      | Hauts-de-Seine    | banlieue     | 2,92             | 36 224 (2022)                     | 12 405             | modifier les données · modifier les données |
| Chatou                     | 78146      | Yvelines          | banlieue     | 5,08             | 30 054 (2022)                     | 5 916              | modifier les données · modifier les données |
| Chaville                   | 92022      | Hauts-de-Seine    | banlieue     | 3,55             | 20 198 (2022)                     | 5 690              | modifier les données · modifier les données |
| Chelles                    | 77108      | Seine-et-Marne    | banlieue     | 15,90            | 54 372 (2022)                     | 3 420              | modifier les données · modifier les données |
| Chennevières-sur-Marne     | 94019      | Val-de-Marne      | banlieue     | 5,27             | 18 295 (2022)                     | 3 472              | modifier les données · modifier les données |
| Le Chesnay-Rocquencourt    | 78158      | Yvelines          | banlieue     | 7,02             | 31 064 (2022)                     | 4 425              | modifier les données · modifier les données |
| Chessy                     | 77111      | Seine-et-Marne    | banlieue     | 5,74             | 7 242 (2022)                      | 1 262              | modifier les données · modifier les données |
| Chevilly-Larue             | 94021      | Val-de-Marne      | banlieue     | 4,22             | 19 813 (2022)                     | 4 695              | modifier les données · modifier les données |
| Chevreuse                  | 78160      | Yvelines          | banlieue     | 13,42            | 5 531 (2022)                      | 412                | modifier les données · modifier les données |
| Chilly-Mazarin             | 91161      | Essonne           | banlieue     | 5,57             | 19 981 (2022)                     | 3 587              | modifier les données · modifier les données |
| Choisy-le-Roi              | 94022      | Val-de-Marne      | banlieue     | 5,43             | 46 122 (2022)                     | 8 494              | modifier les données · modifier les données |
| Clamart                    | 92023      | Hauts-de-Seine    | banlieue     | 8,77             | 56 882 (2022)                     | 6 486              | modifier les données · modifier les données |
| Les Clayes-sous-Bois       | 78165      | Yvelines          | banlieue     | 6,11             | 16 940 (2022)                     | 2 773              | modifier les données · modifier les données |
| Clichy                     | 92024      | Hauts-de-Seine    | banlieue     | 3,08             | 65 102 (2022)                     | 21 137             | modifier les données · modifier les données |
| Clichy-sous-Bois           | 93014      | Seine-Saint-Denis | banlieue     | 3,95             | 29 551 (2022)                     | 7 481              | modifier les données · modifier les données |
| Coignières                 | 78168      | Yvelines          | banlieue     | 8,27             | 4 385 (2022)                      | 530                | modifier les données · modifier les données |
| Collégien                  | 77121      | Seine-et-Marne    | banlieue     | 4,27             | 3 332 (2022)                      | 780                | modifier les données · modifier les données |
| Colombes                   | 92025      | Hauts-de-Seine    | banlieue     | 7,81             | 90 692 (2022)                     | 11 612             | modifier les données · modifier les données |
| Combs-la-Ville             | 77122      | Seine-et-Marne    | banlieue     | 14,48            | 22 712 (2022)                     | 1 569              | modifier les données · modifier les données |
| Conches-sur-Gondoire       | 77124      | Seine-et-Marne    | banlieue     | 1,52             | 1 751 (2022)                      | 1 152              | modifier les données · modifier les données |
| Conflans-Sainte-Honorine   | 78172      | Yvelines          | banlieue     | 9,90             | 36 306 (2022)                     | 3 667              | modifier les données · modifier les données |
| Corbeil-Essonnes           | 91174      | Essonne           | banlieue     | 11,01            | 53 712 (2022)                     | 4 878              | modifier les données · modifier les données |
| Cormeilles-en-Parisis      | 95176      | Val-d'Oise        | banlieue     | 8,48             | 27 086 (2022)                     | 3 194              | modifier les données · modifier les données |
| Coubron                    | 93015      | Seine-Saint-Denis | banlieue     | 4,14             | 5 156 (2022)                      | 1 245              | modifier les données · modifier les données |
| Le Coudray-Montceaux       | 91179      | Essonne           | banlieue     | 11,44            | 4 738 (2022)                      | 414                | modifier les données · modifier les données |
| Courbevoie                 | 92026      | Hauts-de-Seine    | banlieue     | 4,17             | 81 945 (2022)                     | 19 651             | modifier les données · modifier les données |
| Courdimanche               | 95183      | Val-d'Oise        | banlieue     | 5,57             | 7 111 (2022)                      | 1 277              | modifier les données · modifier les données |
| La Courneuve               | 93027      | Seine-Saint-Denis | banlieue     | 7,52             | 47 086 (2022)                     | 6 261              | modifier les données · modifier les données |
| Courtry                    | 77139      | Seine-et-Marne    | banlieue     | 4,16             | 7 107 (2022)                      | 1 708              | modifier les données · modifier les données |
| Créteil                    | 94028      | Val-de-Marne      | banlieue     | 11,46            | 92 859 (2022)                     | 8 103              | modifier les données · modifier les données |
| Croissy-Beaubourg          | 77146      | Seine-et-Marne    | banlieue     | 11,63            | 1 969 (2022)                      | 169                | modifier les données · modifier les données |
| Croissy-sur-Seine          | 78190      | Yvelines          | banlieue     | 3,44             | 10 580 (2022)                     | 3 076              | modifier les données · modifier les données |
| Crosne                     | 91191      | Essonne           | banlieue     | 2,48             | 9 606 (2022)                      | 3 873              | modifier les données · modifier les données |
| Dammarie-les-Lys           | 77152      | Seine-et-Marne    | banlieue     | 10,24            | 23 252 (2022)                     | 2 271              | modifier les données · modifier les données |
| Dampmart                   | 77155      | Seine-et-Marne    | banlieue     | 5,92             | 3 655 (2022)                      | 617                | modifier les données · modifier les données |
| Deuil-la-Barre             | 95197      | Val-d'Oise        | banlieue     | 3,76             | 22 903 (2022)                     | 6 091              | modifier les données · modifier les données |
| Domont                     | 95199      | Val-d'Oise        | banlieue     | 8,33             | 16 075 (2022)                     | 1 930              | modifier les données · modifier les données |
| Drancy                     | 93029      | Seine-Saint-Denis | banlieue     | 7,76             | 71 312 (2022)                     | 9 190              | modifier les données · modifier les données |
| Draveil                    | 91201      | Essonne           | banlieue     | 15,75            | 29 824 (2022)                     | 1 894              | modifier les données · modifier les données |
| Dugny                      | 93030      | Seine-Saint-Denis | banlieue     | 3,89             | 11 723 (2022)                     | 3 014              | modifier les données · modifier les données |
| Eaubonne                   | 95203      | Val-d'Oise        | banlieue     | 4,42             | 25 934 (2022)                     | 5 867              | modifier les données · modifier les données |
| Écharcon                   | 91204      | Essonne           | banlieue     | 6,81             | 720 (2022)                        | 106                | modifier les données · modifier les données |
| Écouen                     | 95205      | Val-d'Oise        | banlieue     | 7,59             | 7 173 (2022)                      | 945                | modifier les données · modifier les données |
| Égly                       | 91207      | Essonne           | banlieue     | 3,95             | 7 078 (2022)                      | 1 792              | modifier les données · modifier les données |
| Élancourt                  | 78208      | Yvelines          | banlieue     | 8,51             | 26 348 (2022)                     | 3 096              | modifier les données · modifier les données |
| Émerainville               | 77169      | Seine-et-Marne    | banlieue     | 5,46             | 7 536 (2022)                      | 1 380              | modifier les données · modifier les données |
| Enghien-les-Bains          | 95210      | Val-d'Oise        | banlieue     | 1,77             | 11 594 (2022)                     | 6 550              | modifier les données · modifier les données |
| Épiais-lès-Louvres         | 95212      | Val-d'Oise        | banlieue     | 3,42             | 141 (2022)                        | 41                 | modifier les données · modifier les données |
| Épinay-sous-Sénart         | 91215      | Essonne           | banlieue     | 3,58             | 11 783 (2022)                     | 3 291              | modifier les données · modifier les données |
| Épinay-sur-Orge            | 91216      | Essonne           | banlieue     | 4,44             | 10 626 (2022)                     | 2 393              | modifier les données · modifier les données |
| Épinay-sur-Seine           | 93031      | Seine-Saint-Denis | banlieue     | 4,57             | 53 564 (2022)                     | 11 721             | modifier les données · modifier les données |
| Éragny                     | 95218      | Val-d'Oise        | banlieue     | 4,72             | 18 723 (2022)                     | 3 967              | modifier les données · modifier les données |
| Ermont                     | 95219      | Val-d'Oise        | banlieue     | 4,16             | 29 189 (2022)                     | 7 017              | modifier les données · modifier les données |
| L'Étang-la-Ville           | 78224      | Yvelines          | banlieue     | 5,38             | 4 915 (2022)                      | 914                | modifier les données · modifier les données |
| Étiolles                   | 91225      | Essonne           | banlieue     | 11,65            | 3 100 (2022)                      | 266                | modifier les données · modifier les données |
| Évecquemont                | 78227      | Yvelines          | banlieue     | 2,50             | 759 (2022)                        | 304                | modifier les données · modifier les données |
| Évry-Courcouronnes         | 91228      | Essonne           | banlieue     | 12,70            | 66 700 (2022)                     | 5 252              | modifier les données · modifier les données |
| Ézanville                  | 95229      | Val-d'Oise        | banlieue     | 5,19             | 9 789 (2022)                      | 1 886              | modifier les données · modifier les données |
| Ferrières-en-Brie          | 77181      | Seine-et-Marne    | banlieue     | 6,75             | 3 887 (2022)                      | 576                | modifier les données · modifier les données |
| Fleury-Mérogis             | 91235      | Essonne           | banlieue     | 6,51             | 13 816 (2022)                     | 2 122              | modifier les données · modifier les données |
| Follainville-Dennemont     | 78239      | Yvelines          | banlieue     | 9,69             | 2 178 (2022)                      | 225                | modifier les données · modifier les données |
| Fontenay-aux-Roses         | 92032      | Hauts-de-Seine    | banlieue     | 2,51             | 24 586 (2022)                     | 9 795              | modifier les données · modifier les données |
| Fontenay-le-Fleury         | 78242      | Yvelines          | banlieue     | 5,43             | 13 640 (2022)                     | 2 512              | modifier les données · modifier les données |
| Fontenay-le-Vicomte        | 91244      | Essonne           | banlieue     | 6,83             | 1 563 (2022)                      | 229                | modifier les données · modifier les données |
| Fontenay-sous-Bois         | 94033      | Val-de-Marne      | banlieue     | 5,58             | 52 646 (2022)                     | 9 435              | modifier les données · modifier les données |
| Franconville               | 95252      | Val-d'Oise        | banlieue     | 6,19             | 38 024 (2022)                     | 6 143              | modifier les données · modifier les données |
| Frépillon                  | 95256      | Val-d'Oise        | banlieue     | 3,35             | 3 327 (2022)                      | 993                | modifier les données · modifier les données |
| Fresnes                    | 94034      | Val-de-Marne      | banlieue     | 3,56             | 29 298 (2022)                     | 8 230              | modifier les données · modifier les données |
| La Frette-sur-Seine        | 95257      | Val-d'Oise        | banlieue     | 2,02             | 4 587 (2022)                      | 2 271              | modifier les données · modifier les données |
| Gagny                      | 93032      | Seine-Saint-Denis | banlieue     | 6,83             | 40 790 (2022)                     | 5 972              | modifier les données · modifier les données |
| Gaillon-sur-Montcient      | 78261      | Yvelines          | banlieue     | 4,83             | 691 (2022)                        | 143                | modifier les données · modifier les données |
| Garches                    | 92033      | Hauts-de-Seine    | banlieue     | 2,69             | 17 705 (2022)                     | 6 582              | modifier les données · modifier les données |
| La Garenne-Colombes        | 92035      | Hauts-de-Seine    | banlieue     | 1,78             | 29 828 (2022)                     | 16 757             | modifier les données · modifier les données |
| Gargenville                | 78267      | Yvelines          | banlieue     | 8,67             | 7 848 (2022)                      | 905                | modifier les données · modifier les données |
| Garges-lès-Gonesse         | 95268      | Val-d'Oise        | banlieue     | 5,47             | 42 388 (2022)                     | 7 749              | modifier les données · modifier les données |
| Gennevilliers              | 92036      | Hauts-de-Seine    | banlieue     | 11,64            | 50 874 (2022)                     | 4 371              | modifier les données · modifier les données |
| Gentilly                   | 94037      | Val-de-Marne      | banlieue     | 1,18             | 18 883 (2022)                     | 16 003             | modifier les données · modifier les données |
| Gif-sur-Yvette             | 91272      | Essonne           | banlieue     | 11,60            | 22 578 (2022)                     | 1 946              | modifier les données · modifier les données |
| Gometz-le-Châtel           | 91275      | Essonne           | banlieue     | 5,05             | 2 635 (2022)                      | 522                | modifier les données · modifier les données |
| Gonesse                    | 95277      | Val-d'Oise        | banlieue     | 20,09            | 26 959 (2022)                     | 1 342              | modifier les données · modifier les données |
| Gournay-sur-Marne          | 93033      | Seine-Saint-Denis | banlieue     | 1,68             | 7 101 (2022)                      | 4 227              | modifier les données · modifier les données |
| Goussainville              | 95280      | Val-d'Oise        | banlieue     | 11,52            | 30 952 (2022)                     | 2 687              | modifier les données · modifier les données |
| Gouvernes                  | 77209      | Seine-et-Marne    | banlieue     | 2,72             | 1 175 (2022)                      | 432                | modifier les données · modifier les données |
| Grigny                     | 91286      | Essonne           | banlieue     | 4,87             | 26 500 (2022)                     | 5 441              | modifier les données · modifier les données |
| Groslay                    | 95288      | Val-d'Oise        | banlieue     | 2,95             | 8 378 (2022)                      | 2 840              | modifier les données · modifier les données |
| Guermantes                 | 77221      | Seine-et-Marne    | banlieue     | 1,26             | 1 151 (2022)                      | 913                | modifier les données · modifier les données |
| Guyancourt                 | 78297      | Yvelines          | banlieue     | 13,00            | 29 758 (2022)                     | 2 289              | modifier les données · modifier les données |
| Hardricourt                | 78299      | Yvelines          | banlieue     | 3,28             | 2 498 (2022)                      | 762                | modifier les données · modifier les données |
| L'Haÿ-les-Roses            | 94038      | Val-de-Marne      | banlieue     | 3,90             | 31 338 (2022)                     | 8 035              | modifier les données · modifier les données |
| Herblay-sur-Seine          | 95306      | Val-d'Oise        | banlieue     | 12,74            | 31 818 (2022)                     | 2 497              | modifier les données · modifier les données |
| Houilles                   | 78311      | Yvelines          | banlieue     | 4,43             | 33 617 (2022)                     | 7 588              | modifier les données · modifier les données |
| Igny                       | 91312      | Essonne           | banlieue     | 3,82             | 10 571 (2022)                     | 2 767              | modifier les données · modifier les données |
| L'Île-Saint-Denis          | 93039      | Seine-Saint-Denis | banlieue     | 1,77             | 8 682 (2022)                      | 4 905              | modifier les données · modifier les données |
| L'Isle-Adam                | 95313      | Val-d'Oise        | banlieue     | 14,94            | 12 302 (2022)                     | 823                | modifier les données · modifier les données |
| Issou                      | 78314      | Yvelines          | banlieue     | 4,80             | 3 858 (2022)                      | 804                | modifier les données · modifier les données |
| Issy-les-Moulineaux        | 92040      | Hauts-de-Seine    | banlieue     | 4,25             | 67 695 (2022)                     | 15 928             | modifier les données · modifier les données |
| Ivry-sur-Seine             | 94041      | Val-de-Marne      | banlieue     | 6,10             | 64 526 (2022)                     | 10 578             | modifier les données · modifier les données |
| Joinville-le-Pont          | 94042      | Val-de-Marne      | banlieue     | 2,30             | 20 784 (2022)                     | 9 037              | modifier les données · modifier les données |
| Jouars-Pontchartrain       | 78321      | Yvelines          | banlieue     | 9,65             | 5 965 (2022)                      | 618                | modifier les données · modifier les données |
| Jouy-en-Josas              | 78322      | Yvelines          | banlieue     | 10,12            | 7 985 (2022)                      | 789                | modifier les données · modifier les données |
| Jouy-le-Moutier            | 95323      | Val-d'Oise        | banlieue     | 6,89             | 17 411 (2022)                     | 2 527              | modifier les données · modifier les données |
| Juvisy-sur-Orge            | 91326      | Essonne           | banlieue     | 2,24             | 18 978 (2022)                     | 8 472              | modifier les données · modifier les données |
| Juziers                    | 78327      | Yvelines          | banlieue     | 9,88             | 4 040 (2022)                      | 409                | modifier les données · modifier les données |
| Le Kremlin-Bicêtre         | 94043      | Val-de-Marne      | banlieue     | 1,54             | 23 678 (2022)                     | 15 375             | modifier les données · modifier les données |
| Lagny-sur-Marne            | 77243      | Seine-et-Marne    | banlieue     | 5,72             | 21 433 (2022)                     | 3 747              | modifier les données · modifier les données |
| Lésigny                    | 77249      | Seine-et-Marne    | banlieue     | 10,13            | 7 015 (2022)                      | 692                | modifier les données · modifier les données |
| Leuville-sur-Orge          | 91333      | Essonne           | banlieue     | 2,49             | 4 307 (2022)                      | 1 730              | modifier les données · modifier les données |
| Levallois-Perret           | 92044      | Hauts-de-Seine    | banlieue     | 2,41             | 68 412 (2022)                     | 28 387             | modifier les données · modifier les données |
| Lieusaint                  | 77251      | Seine-et-Marne    | banlieue     | 11,97            | 14 096 (2022)                     | 1 178              | modifier les données · modifier les données |
| Les Lilas                  | 93045      | Seine-Saint-Denis | banlieue     | 1,26             | 23 262 (2022)                     | 18 462             | modifier les données · modifier les données |
| Limay                      | 78335      | Yvelines          | banlieue     | 11,48            | 17 584 (2022)                     | 1 532              | modifier les données · modifier les données |
| Limeil-Brévannes           | 94044      | Val-de-Marne      | banlieue     | 6,93             | 27 806 (2022)                     | 4 012              | modifier les données · modifier les données |
| Linas                      | 91339      | Essonne           | banlieue     | 7,51             | 7 310 (2022)                      | 973                | modifier les données · modifier les données |
| Lisses                     | 91340      | Essonne           | banlieue     | 10,40            | 7 295 (2022)                      | 701                | modifier les données · modifier les données |
| Livry-Gargan               | 93046      | Seine-Saint-Denis | banlieue     | 7,38             | 46 507 (2022)                     | 6 302              | modifier les données · modifier les données |
| Livry-sur-Seine            | 77255      | Seine-et-Marne    | banlieue     | 4,97             | 2 224 (2022)                      | 447                | modifier les données · modifier les données |
| Les Loges-en-Josas         | 78343      | Yvelines          | banlieue     | 2,48             | 1 655 (2022)                      | 667                | modifier les données · modifier les données |
| Lognes                     | 77258      | Seine-et-Marne    | banlieue     | 3,37             | 14 678 (2022)                     | 4 355              | modifier les données · modifier les données |
| Longjumeau                 | 91345      | Essonne           | banlieue     | 4,84             | 20 470 (2022)                     | 4 229              | modifier les données · modifier les données |
| Longpont-sur-Orge          | 91347      | Essonne           | banlieue     | 5,05             | 6 456 (2022)                      | 1 278              | modifier les données · modifier les données |
| Louveciennes               | 78350      | Yvelines          | banlieue     | 5,37             | 7 744 (2022)                      | 1 442              | modifier les données · modifier les données |
| Magnanville                | 78354      | Yvelines          | banlieue     | 4,26             | 6 389 (2022)                      | 1 500              | modifier les données · modifier les données |
| Magny-les-Hameaux          | 78356      | Yvelines          | banlieue     | 16,64            | 9 353 (2022)                      | 562                | modifier les données · modifier les données |
| Maisons-Alfort             | 94046      | Val-de-Marne      | banlieue     | 5,35             | 57 422 (2022)                     | 10 733             | modifier les données · modifier les données |
| Maisons-Laffitte           | 78358      | Yvelines          | banlieue     | 6,75             | 22 855 (2022)                     | 3 386              | modifier les données · modifier les données |
| Mantes-la-Jolie            | 78361      | Yvelines          | banlieue     | 9,38             | 44 246 (2022)                     | 4 717              | modifier les données · modifier les données |
| Mantes-la-Ville            | 78362      | Yvelines          | banlieue     | 6,06             | 21 874 (2022)                     | 3 610              | modifier les données · modifier les données |
| Marcoussis                 | 91363      | Essonne           | banlieue     | 16,80            | 8 597 (2022)                      | 512                | modifier les données · modifier les données |
| Mareil-Marly               | 78367      | Yvelines          | banlieue     | 1,77             | 3 984 (2022)                      | 2 251              | modifier les données · modifier les données |
| Margency                   | 95369      | Val-d'Oise        | banlieue     | 0,72             | 2 954 (2022)                      | 4 103              | modifier les données · modifier les données |
| Marly-le-Roi               | 78372      | Yvelines          | banlieue     | 6,54             | 16 619 (2022)                     | 2 541              | modifier les données · modifier les données |
| Marnes-la-Coquette         | 92047      | Hauts-de-Seine    | banlieue     | 3,48             | 1 758 (2022)                      | 505                | modifier les données · modifier les données |
| Marolles-en-Brie           | 94048      | Val-de-Marne      | banlieue     | 4,59             | 4 685 (2022)                      | 1 021              | modifier les données · modifier les données |
| Massy                      | 91377      | Essonne           | banlieue     | 9,43             | 50 597 (2022)                     | 5 366              | modifier les données · modifier les données |
| Maurecourt                 | 78382      | Yvelines          | banlieue     | 3,65             | 4 399 (2022)                      | 1 205              | modifier les données · modifier les données |
| Maurepas                   | 78383      | Yvelines          | banlieue     | 8,32             | 19 960 (2022)                     | 2 399              | modifier les données · modifier les données |
| Médan                      | 78384      | Yvelines          | banlieue     | 2,85             | 1 305 (2022)                      | 458                | modifier les données · modifier les données |
| Le Mée-sur-Seine           | 77285      | Seine-et-Marne    | banlieue     | 5,34             | 19 527 (2022)                     | 3 657              | modifier les données · modifier les données |
| Melun                      | 77288      | Seine-et-Marne    | banlieue     | 8,04             | 43 685 (2022)                     | 5 433              | modifier les données · modifier les données |
| Mennecy                    | 91386      | Essonne           | banlieue     | 11,09            | 16 071 (2022)                     | 1 449              | modifier les données · modifier les données |
| Mériel                     | 95392      | Val-d'Oise        | banlieue     | 5,31             | 5 337 (2022)                      | 1 005              | modifier les données · modifier les données |
| Méry-sur-Oise              | 95394      | Val-d'Oise        | banlieue     | 11,17            | 10 015 (2022)                     | 897                | modifier les données · modifier les données |
| Le Mesnil-le-Roi           | 78396      | Yvelines          | banlieue     | 3,25             | 6 340 (2022)                      | 1 951              | modifier les données · modifier les données |
| Le Mesnil-Saint-Denis      | 78397      | Yvelines          | banlieue     | 8,95             | 7 103 (2022)                      | 794                | modifier les données · modifier les données |
| Meudon                     | 92048      | Hauts-de-Seine    | banlieue     | 9,90             | 46 722 (2022)                     | 4 719              | modifier les données · modifier les données |
| Meulan-en-Yvelines         | 78401      | Yvelines          | banlieue     | 3,46             | 8 996 (2022)                      | 2 600              | modifier les données · modifier les données |
| Mézy-sur-Seine             | 78403      | Yvelines          | banlieue     | 4,76             | 2 261 (2022)                      | 475                | modifier les données · modifier les données |
| Mitry-Mory                 | 77294      | Seine-et-Marne    | banlieue     | 29,95            | 20 393 (2022)                     | 681                | modifier les données · modifier les données |
| Moissy-Cramayel            | 77296      | Seine-et-Marne    | banlieue     | 14,28            | 18 498 (2022)                     | 1 295              | modifier les données · modifier les données |
| Montesson                  | 78418      | Yvelines          | banlieue     | 7,36             | 14 606 (2022)                     | 1 985              | modifier les données · modifier les données |
| Montévrain                 | 77307      | Seine-et-Marne    | banlieue     | 5,44             | 14 847 (2022)                     | 2 729              | modifier les données · modifier les données |
| Montfermeil                | 93047      | Seine-Saint-Denis | banlieue     | 5,45             | 28 257 (2022)                     | 5 185              | modifier les données · modifier les données |
| Montgeron                  | 91421      | Essonne           | banlieue     | 11,22            | 23 890 (2022)                     | 2 129              | modifier les données · modifier les données |
| Montigny-le-Bretonneux     | 78423      | Yvelines          | banlieue     | 11,65            | 32 150 (2022)                     | 2 760              | modifier les données · modifier les données |
| Montigny-lès-Cormeilles    | 95424      | Val-d'Oise        | banlieue     | 4,07             | 22 390 (2022)                     | 5 501              | modifier les données · modifier les données |
| Montlhéry                  | 91425      | Essonne           | banlieue     | 3,28             | 9 238 (2022)                      | 2 816              | modifier les données · modifier les données |
| Montlignon                 | 95426      | Val-d'Oise        | banlieue     | 2,84             | 2 966 (2022)                      | 1 044              | modifier les données · modifier les données |
| Montmagny                  | 95427      | Val-d'Oise        | banlieue     | 2,91             | 14 632 (2022)                     | 5 028              | modifier les données · modifier les données |
| Montmorency                | 95428      | Val-d'Oise        | banlieue     | 5,37             | 21 677 (2022)                     | 4 037              | modifier les données · modifier les données |
| Montreuil                  | 93048      | Seine-Saint-Denis | banlieue     | 8,92             | 110 758 (2022)                    | 12 417             | modifier les données · modifier les données |
| Montrouge                  | 92049      | Hauts-de-Seine    | banlieue     | 2,07             | 46 273 (2022)                     | 22 354             | modifier les données · modifier les données |
| Morangis                   | 91432      | Essonne           | banlieue     | 4,80             | 13 773 (2022)                     | 2 869              | modifier les données · modifier les données |
| Morsang-sur-Orge           | 91434      | Essonne           | banlieue     | 4,39             | 21 161 (2022)                     | 4 820              | modifier les données · modifier les données |
| Morsang-sur-Seine          | 91435      | Essonne           | banlieue     | 4,39             | 584 (2022)                        | 133                | modifier les données · modifier les données |
| Les Mureaux                | 78440      | Yvelines          | banlieue     | 11,99            | 34 151 (2022)                     | 2 848              | modifier les données · modifier les données |
| Nandy                      | 77326      | Seine-et-Marne    | banlieue     | 8,56             | 6 322 (2022)                      | 739                | modifier les données · modifier les données |
| Nanterre                   | 92050      | Hauts-de-Seine    | banlieue     | 12,19            | 98 119 (2022)                     | 8 049              | modifier les données · modifier les données |
| Neauphle-le-Château        | 78442      | Yvelines          | banlieue     | 2,15             | 3 295 (2022)                      | 1 533              | modifier les données · modifier les données |
| Neauphle-le-Vieux          | 78443      | Yvelines          | banlieue     | 7,52             | 924 (2022)                        | 123                | modifier les données · modifier les données |
| Nesles-la-Vallée           | 95446      | Val-d'Oise        | banlieue     | 13,46            | 1 823 (2022)                      | 135                | modifier les données · modifier les données |
| Neuilly-Plaisance          | 93049      | Seine-Saint-Denis | banlieue     | 3,42             | 21 914 (2022)                     | 6 408              | modifier les données · modifier les données |
| Neuilly-sur-Marne          | 93050      | Seine-Saint-Denis | banlieue     | 6,86             | 38 799 (2022)                     | 5 656              | modifier les données · modifier les données |
| Neuilly-sur-Seine          | 92051      | Hauts-de-Seine    | banlieue     | 3,73             | 59 200 (2022)                     | 15 871             | modifier les données · modifier les données |
| Neuville-sur-Oise          | 95450      | Val-d'Oise        | banlieue     | 4,25             | 2 089 (2022)                      | 492                | modifier les données · modifier les données |
| Nogent-sur-Marne           | 94052      | Val-de-Marne      | banlieue     | 2,80             | 32 998 (2022)                     | 11 785             | modifier les données · modifier les données |
| Noiseau                    | 94053      | Val-de-Marne      | banlieue     | 4,49             | 4 619 (2022)                      | 1 029              | modifier les données · modifier les données |
| Noisiel                    | 77337      | Seine-et-Marne    | banlieue     | 4,35             | 15 927 (2022)                     | 3 661              | modifier les données · modifier les données |
| Noisy-le-Grand             | 93051      | Seine-Saint-Denis | banlieue     | 12,95            | 71 632 (2022)                     | 5 531              | modifier les données · modifier les données |
| Noisy-le-Sec               | 93053      | Seine-Saint-Denis | banlieue     | 5,04             | 45 915 (2022)                     | 9 110              | modifier les données · modifier les données |
| La Norville                | 91457      | Essonne           | banlieue     | 4,52             | 4 308 (2022)                      | 953                | modifier les données · modifier les données |
| Nozay                      | 91458      | Essonne           | banlieue     | 7,34             | 4 465 (2022)                      | 608                | modifier les données · modifier les données |
| Ollainville                | 91461      | Essonne           | banlieue     | 11,33            | 5 361 (2022)                      | 473                | modifier les données · modifier les données |
| Orgeval                    | 78466      | Yvelines          | banlieue     | 15,33            | 7 092 (2022)                      | 463                | modifier les données · modifier les données |
| Orly                       | 94054      | Val-de-Marne      | banlieue     | 6,69             | 24 488 (2022)                     | 3 660              | modifier les données · modifier les données |
| Ormesson-sur-Marne         | 94055      | Val-de-Marne      | banlieue     | 3,41             | 10 589 (2022)                     | 3 105              | modifier les données · modifier les données |
| Ormoy                      | 91468      | Essonne           | banlieue     | 1,88             | 2 896 (2022)                      | 1 540              | modifier les données · modifier les données |
| Orsay                      | 91471      | Essonne           | banlieue     | 7,97             | 16 655 (2022)                     | 2 090              | modifier les données · modifier les données |
| Osny                       | 95476      | Val-d'Oise        | banlieue     | 12,52            | 17 471 (2022)                     | 1 395              | modifier les données · modifier les données |
| Ozoir-la-Ferrière          | 77350      | Seine-et-Marne    | banlieue     | 15,58            | 20 969 (2022)                     | 1 346              | modifier les données · modifier les données |
| Palaiseau                  | 91477      | Essonne           | banlieue     | 11,51            | 36 067 (2022)                     | 3 134              | modifier les données · modifier les données |
| Pantin                     | 93055      | Seine-Saint-Denis | banlieue     | 5,01             | 60 954 (2022)                     | 12 166             | modifier les données · modifier les données |
| Paray-Vieille-Poste        | 91479      | Essonne           | banlieue     | 6,14             | 7 956 (2022)                      | 1 296              | modifier les données · modifier les données |
| Parmain                    | 95480      | Val-d'Oise        | banlieue     | 9,20             | 5 683 (2022)                      | 618                | modifier les données · modifier les données |
| Les Pavillons-sous-Bois    | 93057      | Seine-Saint-Denis | banlieue     | 2,92             | 24 872 (2022)                     | 8 518              | modifier les données · modifier les données |
| Le Pecq                    | 78481      | Yvelines          | banlieue     | 2,84             | 15 858 (2022)                     | 5 584              | modifier les données · modifier les données |
| Périgny                    | 94056      | Val-de-Marne      | banlieue     | 2,79             | 2 744 (2022)                      | 984                | modifier les données · modifier les données |
| Le Perreux-sur-Marne       | 94058      | Val-de-Marne      | banlieue     | 3,96             | 34 654 (2022)                     | 8 751              | modifier les données · modifier les données |
| Pierrelaye                 | 95488      | Val-d'Oise        | banlieue     | 9,21             | 10 230 (2022)                     | 1 111              | modifier les données · modifier les données |
| Piscop                     | 95489      | Val-d'Oise        | banlieue     | 4,08             | 737 (2022)                        | 181                | modifier les données · modifier les données |
| Plaisir                    | 78490      | Yvelines          | banlieue     | 18,68            | 31 971 (2022)                     | 1 712              | modifier les données · modifier les données |
| Le Plessis-Bouchard        | 95491      | Val-d'Oise        | banlieue     | 2,69             | 8 333 (2022)                      | 3 098              | modifier les données · modifier les données |
| Le Plessis-Pâté            | 91494      | Essonne           | banlieue     | 7,58             | 4 107 (2022)                      | 542                | modifier les données · modifier les données |
| Le Plessis-Robinson        | 92060      | Hauts-de-Seine    | banlieue     | 3,43             | 28 893 (2022)                     | 8 424              | modifier les données · modifier les données |
| Le Plessis-Trévise         | 94059      | Val-de-Marne      | banlieue     | 4,32             | 21 096 (2022)                     | 4 883              | modifier les données · modifier les données |
| Poissy                     | 78498      | Yvelines          | banlieue     | 13,28            | 40 792 (2022)                     | 3 072              | modifier les données · modifier les données |
| Pomponne                   | 77372      | Seine-et-Marne    | banlieue     | 7,17             | 4 149 (2022)                      | 579                | modifier les données · modifier les données |
| Pontault-Combault          | 77373      | Seine-et-Marne    | banlieue     | 13,64            | 38 941 (2022)                     | 2 855              | modifier les données · modifier les données |
| Pontoise                   | 95500      | Val-d'Oise        | banlieue     | 7,15             | 31 623 (2022)                     | 4 423              | modifier les données · modifier les données |
| Porcheville                | 78501      | Yvelines          | banlieue     | 4,62             | 3 167 (2022)                      | 685                | modifier les données · modifier les données |
| Le Port-Marly              | 78502      | Yvelines          | banlieue     | 1,44             | 5 583 (2022)                      | 3 877              | modifier les données · modifier les données |
| Le Pré-Saint-Gervais       | 93061      | Seine-Saint-Denis | banlieue     | 0,70             | 16 733 (2022)                     | 23 904             | modifier les données · modifier les données |
| Pringy                     | 77378      | Seine-et-Marne    | banlieue     | 4,10             | 3 861 (2022)                      | 942                | modifier les données · modifier les données |
| Puiseux-Pontoise           | 95510      | Val-d'Oise        | banlieue     | 5,64             | 593 (2022)                        | 105                | modifier les données · modifier les données |
| Puteaux                    | 92062      | Hauts-de-Seine    | banlieue     | 3,19             | 44 198 (2022)                     | 13 855             | modifier les données · modifier les données |
| La Queue-en-Brie           | 94060      | Val-de-Marne      | banlieue     | 9,16             | 12 074 (2022)                     | 1 318              | modifier les données · modifier les données |
| Quincy-sous-Sénart         | 91514      | Essonne           | banlieue     | 5,20             | 9 491 (2022)                      | 1 825              | modifier les données · modifier les données |
| Le Raincy                  | 93062      | Seine-Saint-Denis | banlieue     | 2,24             | 14 778 (2022)                     | 6 597              | modifier les données · modifier les données |
| Ris-Orangis                | 91521      | Essonne           | banlieue     | 8,71             | 30 283 (2022)                     | 3 477              | modifier les données · modifier les données |
| La Rochette                | 77389      | Seine-et-Marne    | banlieue     | 5,85             | 3 919 (2022)                      | 670                | modifier les données · modifier les données |
| Roissy-en-Brie             | 77390      | Seine-et-Marne    | banlieue     | 13,65            | 23 521 (2022)                     | 1 723              | modifier les données · modifier les données |
| Roissy-en-France           | 95527      | Val-d'Oise        | banlieue     | 14,09            | 2 682 (2022)                      | 190                | modifier les données · modifier les données |
| Romainville                | 93063      | Seine-Saint-Denis | banlieue     | 3,44             | 35 314 (2022)                     | 10 266             | modifier les données · modifier les données |
| Rosny-sous-Bois            | 93064      | Seine-Saint-Denis | banlieue     | 5,91             | 45 947 (2022)                     | 7 774              | modifier les données · modifier les données |
| Rubelles                   | 77394      | Seine-et-Marne    | banlieue     | 3,91             | 3 450 (2022)                      | 882                | modifier les données · modifier les données |
| Rueil-Malmaison            | 92063      | Hauts-de-Seine    | banlieue     | 14,70            | 80 842 (2022)                     | 5 499              | modifier les données · modifier les données |
| Rungis                     | 94065      | Val-de-Marne      | banlieue     | 4,20             | 5 669 (2022)                      | 1 350              | modifier les données · modifier les données |
| Saclay                     | 91534      | Essonne           | banlieue     | 13,65            | 4 380 (2022)                      | 321                | modifier les données · modifier les données |
| Saint-Aubin                | 91538      | Essonne           | banlieue     | 3,57             | 671 (2022)                        | 188                | modifier les données · modifier les données |
| Saint-Brice-sous-Forêt     | 95539      | Val-d'Oise        | banlieue     | 6,00             | 15 209 (2022)                     | 2 535              | modifier les données · modifier les données |
| Saint-Cloud                | 92064      | Hauts-de-Seine    | banlieue     | 7,56             | 29 859 (2022)                     | 3 950              | modifier les données · modifier les données |
| Saint-Cyr-l'École          | 78545      | Yvelines          | banlieue     | 5,01             | 20 451 (2022)                     | 4 082              | modifier les données · modifier les données |
| Saint-Denis                | 93066      | Seine-Saint-Denis | banlieue     | 15,77            | 148 907 (2022)                    | 9 442              | modifier les données · modifier les données |
| Saint-Fargeau-Ponthierry   | 77407      | Seine-et-Marne    | banlieue     | 16,57            | 15 117 (2022)                     | 912                | modifier les données · modifier les données |
| Saint-Germain-de-la-Grange | 78550      | Yvelines          | banlieue     | 5,23             | 1 842 (2022)                      | 352                | modifier les données · modifier les données |
| Saint-Germain-en-Laye      | 78551      | Yvelines          | banlieue     | 51,94            | 45 286 (2022)                     | 872                | modifier les données · modifier les données |
| Saint-Germain-lès-Arpajon  | 91552      | Essonne           | banlieue     | 6,31             | 11 577 (2022)                     | 1 835              | modifier les données · modifier les données |
| Saint-Germain-lès-Corbeil  | 91553      | Essonne           | banlieue     | 4,93             | 7 471 (2022)                      | 1 515              | modifier les données · modifier les données |
| Saint-Gratien              | 95555      | Val-d'Oise        | banlieue     | 2,42             | 21 297 (2022)                     | 8 800              | modifier les données · modifier les données |
| Saint-Leu-la-Forêt         | 95563      | Val-d'Oise        | banlieue     | 5,24             | 16 047 (2022)                     | 3 062              | modifier les données · modifier les données |
| Saint-Mandé                | 94067      | Val-de-Marne      | banlieue     | 0,92             | 21 223 (2022)                     | 23 068             | modifier les données · modifier les données |
| Saint-Maur-des-Fossés      | 94068      | Val-de-Marne      | banlieue     | 11,25            | 76 010 (2022)                     | 6 756              | modifier les données · modifier les données |
| Saint-Maurice              | 94069      | Val-de-Marne      | banlieue     | 1,43             | 14 411 (2022)                     | 10 078             | modifier les données · modifier les données |
| Saint-Michel-sur-Orge      | 91570      | Essonne           | banlieue     | 5,29             | 21 536 (2022)                     | 4 071              | modifier les données · modifier les données |
| Saint-Ouen-sur-Seine       | 93070      | Seine-Saint-Denis | banlieue     | 4,31             | 53 041 (2022)                     | 12 306             | modifier les données · modifier les données |
| Saint-Ouen-l'Aumône        | 95572      | Val-d'Oise        | banlieue     | 12,21            | 25 614 (2022)                     | 2 098              | modifier les données · modifier les données |
| Saint-Pierre-du-Perray     | 91573      | Essonne           | banlieue     | 11,59            | 12 071 (2022)                     | 1 042              | modifier les données · modifier les données |
| Saint-Prix                 | 95574      | Val-d'Oise        | banlieue     | 7,93             | 7 588 (2022)                      | 957                | modifier les données · modifier les données |
| Saint-Rémy-lès-Chevreuse   | 78575      | Yvelines          | banlieue     | 9,65             | 7 747 (2022)                      | 803                | modifier les données · modifier les données |
| Saint-Thibault-des-Vignes  | 77438      | Seine-et-Marne    | banlieue     | 4,70             | 6 793 (2022)                      | 1 445              | modifier les données · modifier les données |
| Saint-Yon                  | 91581      | Essonne           | banlieue     | 4,66             | 914 (2022)                        | 196                | modifier les données · modifier les données |
| Sainte-Geneviève-des-Bois  | 91549      | Essonne           | banlieue     | 9,27             | 35 714 (2022)                     | 3 853              | modifier les données · modifier les données |
| Saintry-sur-Seine          | 91577      | Essonne           | banlieue     | 3,29             | 5 853 (2022)                      | 1 779              | modifier les données · modifier les données |
| Sannois                    | 95582      | Val-d'Oise        | banlieue     | 4,78             | 26 772 (2022)                     | 5 601              | modifier les données · modifier les données |
| Santeny                    | 94070      | Val-de-Marne      | banlieue     | 9,91             | 3 958 (2022)                      | 399                | modifier les données · modifier les données |
| Sarcelles                  | 95585      | Val-d'Oise        | banlieue     | 8,45             | 58 576 (2022)                     | 6 932              | modifier les données · modifier les données |
| Sartrouville               | 78586      | Yvelines          | banlieue     | 8,46             | 51 570 (2022)                     | 6 096              | modifier les données · modifier les données |
| Saulx-les-Chartreux        | 91587      | Essonne           | banlieue     | 7,65             | 6 611 (2022)                      | 864                | modifier les données · modifier les données |
| Savigny-le-Temple          | 77445      | Seine-et-Marne    | banlieue     | 11,97            | 30 630 (2022)                     | 2 559              | modifier les données · modifier les données |
| Savigny-sur-Orge           | 91589      | Essonne           | banlieue     | 6,97             | 37 775 (2022)                     | 5 420              | modifier les données · modifier les données |
| Sceaux                     | 92071      | Hauts-de-Seine    | banlieue     | 3,60             | 20 740 (2022)                     | 5 761              | modifier les données · modifier les données |
| Serris                     | 77449      | Seine-et-Marne    | banlieue     | 5,65             | 9 988 (2022)                      | 1 768              | modifier les données · modifier les données |
| Servon                     | 77450      | Seine-et-Marne    | banlieue     | 7,40             | 3 430 (2022)                      | 464                | modifier les données · modifier les données |
| Sevran                     | 93071      | Seine-Saint-Denis | banlieue     | 7,28             | 51 640 (2022)                     | 7 093              | modifier les données · modifier les données |
| Sèvres                     | 92072      | Hauts-de-Seine    | banlieue     | 3,91             | 22 782 (2022)                     | 5 827              | modifier les données · modifier les données |
| Soisy-sous-Montmorency     | 95598      | Val-d'Oise        | banlieue     | 3,98             | 18 068 (2022)                     | 4 540              | modifier les données · modifier les données |
| Soisy-sur-Seine            | 91600      | Essonne           | banlieue     | 8,56             | 7 370 (2022)                      | 861                | modifier les données · modifier les données |
| Stains                     | 93072      | Seine-Saint-Denis | banlieue     | 5,39             | 40 600 (2022)                     | 7 532              | modifier les données · modifier les données |
| Sucy-en-Brie               | 94071      | Val-de-Marne      | banlieue     | 10,43            | 27 593 (2022)                     | 2 646              | modifier les données · modifier les données |
| Suresnes                   | 92073      | Hauts-de-Seine    | banlieue     | 3,79             | 48 932 (2022)                     | 12 911             | modifier les données · modifier les données |
| Taverny                    | 95607      | Val-d'Oise        | banlieue     | 10,48            | 27 065 (2022)                     | 2 583              | modifier les données · modifier les données |
| Tessancourt-sur-Aubette    | 78609      | Yvelines          | banlieue     | 4,36             | 971 (2022)                        | 223                | modifier les données · modifier les données |
| Thiais                     | 94073      | Val-de-Marne      | banlieue     | 6,43             | 32 006 (2022)                     | 4 978              | modifier les données · modifier les données |
| Le Thillay                 | 95612      | Val-d'Oise        | banlieue     | 3,94             | 4 575 (2022)                      | 1 161              | modifier les données · modifier les données |
| Thorigny-sur-Marne         | 77464      | Seine-et-Marne    | banlieue     | 5,17             | 10 405 (2022)                     | 2 013              | modifier les données · modifier les données |
| Torcy                      | 77468      | Seine-et-Marne    | banlieue     | 6,00             | 22 939 (2022)                     | 3 823              | modifier les données · modifier les données |
| Trappes                    | 78621      | Yvelines          | banlieue     | 13,47            | 34 276 (2022)                     | 2 545              | modifier les données · modifier les données |
| Tremblay-en-France         | 93073      | Seine-Saint-Denis | banlieue     | 22,44            | 38 210 (2022)                     | 1 703              | modifier les données · modifier les données |
| Triel-sur-Seine            | 78624      | Yvelines          | banlieue     | 13,58            | 12 386 (2022)                     | 912                | modifier les données · modifier les données |
| Les Ulis                   | 91692      | Essonne           | banlieue     | 5,18             | 25 633 (2022)                     | 4 948              | modifier les données · modifier les données |
| Vaires-sur-Marne           | 77479      | Seine-et-Marne    | banlieue     | 6,02             | 13 791 (2022)                     | 2 291              | modifier les données · modifier les données |
| Valenton                   | 94074      | Val-de-Marne      | banlieue     | 5,31             | 14 453 (2022)                     | 2 722              | modifier les données · modifier les données |
| Valmondois                 | 95628      | Val-d'Oise        | banlieue     | 4,59             | 1 209 (2022)                      | 263                | modifier les données · modifier les données |
| Vanves                     | 92075      | Hauts-de-Seine    | banlieue     | 1,56             | 28 507 (2022)                     | 18 274             | modifier les données · modifier les données |
| Varennes-Jarcy             | 91631      | Essonne           | banlieue     | 5,48             | 2 381 (2022)                      | 434                | modifier les données · modifier les données |
| Vaucresson                 | 92076      | Hauts-de-Seine    | banlieue     | 3,08             | 8 506 (2022)                      | 2 762              | modifier les données · modifier les données |
| Vaudherland                | 95633      | Val-d'Oise        | banlieue     | 0,09             | 102 (2022)                        | 1 133              | modifier les données · modifier les données |
| Vauhallan                  | 91635      | Essonne           | banlieue     | 3,34             | 1 954 (2022)                      | 585                | modifier les données · modifier les données |
| Vaujours                   | 93074      | Seine-Saint-Denis | banlieue     | 3,78             | 7 743 (2022)                      | 2 048              | modifier les données · modifier les données |
| Vauréal                    | 95637      | Val-d'Oise        | banlieue     | 3,46             | 16 079 (2022)                     | 4 647              | modifier les données · modifier les données |
| Vaux-le-Pénil              | 77487      | Seine-et-Marne    | banlieue     | 11,64            | 11 378 (2022)                     | 977                | modifier les données · modifier les données |
| Vaux-sur-Seine             | 78638      | Yvelines          | banlieue     | 8,45             | 5 143 (2022)                      | 609                | modifier les données · modifier les données |
| Vélizy-Villacoublay        | 78640      | Yvelines          | banlieue     | 8,93             | 22 481 (2022)                     | 2 517              | modifier les données · modifier les données |
| Verneuil-sur-Seine         | 78642      | Yvelines          | banlieue     | 9,43             | 16 112 (2022)                     | 1 709              | modifier les données · modifier les données |
| Vernouillet                | 78643      | Yvelines          | banlieue     | 6,48             | 9 953 (2022)                      | 1 536              | modifier les données · modifier les données |
| La Verrière                | 78644      | Yvelines          | banlieue     | 1,77             | 6 142 (2022)                      | 3 470              | modifier les données · modifier les données |
| Verrières-le-Buisson       | 91645      | Essonne           | banlieue     | 9,91             | 14 772 (2022)                     | 1 491              | modifier les données · modifier les données |
| Versailles                 | 78646      | Yvelines          | banlieue     | 26,20            | 83 918 (2022)                     | 3 203              | modifier les données · modifier les données |
| Vert                       | 78647      | Yvelines          | banlieue     | 3,67             | 852 (2022)                        | 232                | modifier les données · modifier les données |
| Vert-Saint-Denis           | 77495      | Seine-et-Marne    | banlieue     | 16,13            | 9 057 (2022)                      | 562                | modifier les données · modifier les données |
| Le Vésinet                 | 78650      | Yvelines          | banlieue     | 5,00             | 15 712 (2022)                     | 3 142              | modifier les données · modifier les données |
| Vigneux-sur-Seine          | 91657      | Essonne           | banlieue     | 8,77             | 31 233 (2022)                     | 3 561              | modifier les données · modifier les données |
| Villabé                    | 91659      | Essonne           | banlieue     | 4,56             | 5 654 (2022)                      | 1 240              | modifier les données · modifier les données |
| Ville-d'Avray              | 92077      | Hauts-de-Seine    | banlieue     | 3,67             | 10 871 (2022)                     | 2 962              | modifier les données · modifier les données |
| La Ville-du-Bois           | 91665      | Essonne           | banlieue     | 3,62             | 8 140 (2022)                      | 2 249              | modifier les données · modifier les données |
| Villebon-sur-Yvette        | 91661      | Essonne           | banlieue     | 7,41             | 10 353 (2022)                     | 1 397              | modifier les données · modifier les données |
| Villecresnes               | 94075      | Val-de-Marne      | banlieue     | 5,62             | 11 650 (2022)                     | 2 073              | modifier les données · modifier les données |
| Villejuif                  | 94076      | Val-de-Marne      | banlieue     | 5,34             | 58 142 (2022)                     | 10 888             | modifier les données · modifier les données |
| Villejust                  | 91666      | Essonne           | banlieue     | 5,36             | 2 502 (2022)                      | 467                | modifier les données · modifier les données |
| Villemoisson-sur-Orge      | 91667      | Essonne           | banlieue     | 2,31             | 7 226 (2022)                      | 3 128              | modifier les données · modifier les données |
| Villemomble                | 93077      | Seine-Saint-Denis | banlieue     | 4,04             | 29 973 (2022)                     | 7 419              | modifier les données · modifier les données |
| Villeneuve-la-Garenne      | 92078      | Hauts-de-Seine    | banlieue     | 3,20             | 25 566 (2022)                     | 7 989              | modifier les données · modifier les données |
| Villeneuve-le-Roi          | 94077      | Val-de-Marne      | banlieue     | 8,40             | 20 871 (2022)                     | 2 485              | modifier les données · modifier les données |
| Villeneuve-Saint-Georges   | 94078      | Val-de-Marne      | banlieue     | 8,75             | 36 170 (2022)                     | 4 134              | modifier les données · modifier les données |
| Villennes-sur-Seine        | 78672      | Yvelines          | banlieue     | 5,08             | 5 792 (2022)                      | 1 140              | modifier les données · modifier les données |
| Villeparisis               | 77514      | Seine-et-Marne    | banlieue     | 8,29             | 26 794 (2022)                     | 3 232              | modifier les données · modifier les données |
| Villepinte                 | 93078      | Seine-Saint-Denis | banlieue     | 10,37            | 39 647 (2022)                     | 3 823              | modifier les données · modifier les données |
| Villepreux                 | 78674      | Yvelines          | banlieue     | 10,40            | 11 568 (2022)                     | 1 112              | modifier les données · modifier les données |
| Villetaneuse               | 93079      | Seine-Saint-Denis | banlieue     | 2,31             | 12 432 (2022)                     | 5 382              | modifier les données · modifier les données |
| Villiers-Adam              | 95678      | Val-d'Oise        | banlieue     | 9,82             | 848 (2022)                        | 86                 | modifier les données · modifier les données |
| Villiers-le-Bâcle          | 91679      | Essonne           | banlieue     | 6,03             | 1 040 (2022)                      | 172                | modifier les données · modifier les données |
| Villiers-le-Bel            | 95680      | Val-d'Oise        | banlieue     | 7,30             | 29 238 (2022)                     | 4 005              | modifier les données · modifier les données |
| Villiers-Saint-Frédéric    | 78683      | Yvelines          | banlieue     | 5,06             | 3 231 (2022)                      | 639                | modifier les données · modifier les données |
| Villiers-sur-Marne         | 94079      | Val-de-Marne      | banlieue     | 4,33             | 32 547 (2022)                     | 7 517              | modifier les données · modifier les données |
| Villiers-sur-Orge          | 91685      | Essonne           | banlieue     | 1,78             | 4 576 (2022)                      | 2 571              | modifier les données · modifier les données |
| Vincennes                  | 94080      | Val-de-Marne      | banlieue     | 1,91             | 48 368 (2022)                     | 25 324             | modifier les données · modifier les données |
| Viroflay                   | 78686      | Yvelines          | banlieue     | 3,49             | 16 943 (2022)                     | 4 855              | modifier les données · modifier les données |
| Viry-Châtillon             | 91687      | Essonne           | banlieue     | 6,07             | 31 112 (2022)                     | 5 126              | modifier les données · modifier les données |
| Vitry-sur-Seine            | 94081      | Val-de-Marne      | banlieue     | 11,67            | 95 282 (2022)                     | 8 165              | modifier les données · modifier les données |
| Voisins-le-Bretonneux      | 78688      | Yvelines          | banlieue     | 2,38             | 10 740 (2022)                     | 4 513              | modifier les données · modifier les données |
| Wissous                    | 91689      | Essonne           | banlieue     | 9,11             | 6 924 (2022)                      | 760                | modifier les données · modifier les données |
| Yerres                     | 91691      | Essonne           | banlieue     | 9,84             | 28 349 (2022)                     | 2 881              | modifier les données · modifier les données |